# Gelasma inaptaria
Gelasma inaptaria är en fjärilsart som beskrevs av Walker 1863. Gelasma inaptaria ingår i släktet Gelasma och familjen mätare. Inga underarter finns listade i Catalogue of Life.